# Момчило Країшник
Мо́мчило Кра́їшник (серб. Момчило Крајишник; нар. 20 січня 1945, Сараєво, Незалежна Держава Хорватія — 15 вересня 2020) — спікер парламенту Республіки Сербської з жовтня 1991 до листопада 1995 року. Член Президії Боснії і Герцеговини з 1996 до 1998 року.

## Відповідальність
Засуджений Гаазьким трибуналом на 27 років позбавлення волі. Його звинувачували в організації етнічних чисток на території Боснії у 1992—1995 роках. Суд виправдав його за звинуваченням у геноциді. Сам Країшник жодного пункту звинувачення не визнав, захист зажадав його звільнення.
Країшника захопили у власному будинку в Пале 3 квітня 2000 року під час силової операції миротворців SFOR. Процес над ним розпочався 3 лютого 2004, а завершився 31 серпня 2006 року. 17 березня 2009 р. Гаазький трибунал скоротив йому термін покарання до 20 років позбавлення волі.